# Lauterbach (Rügen)

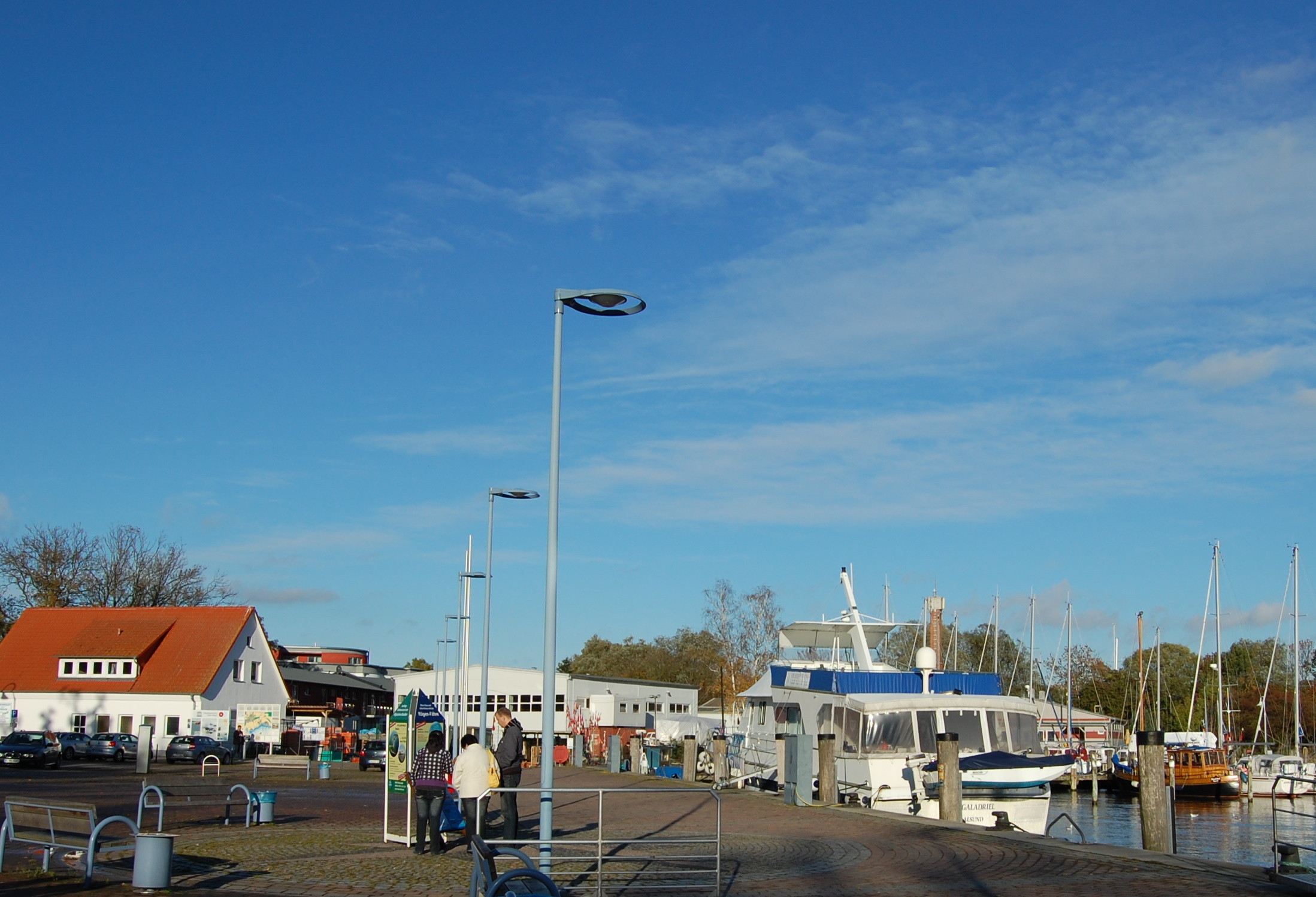
Hafen Lauterbach

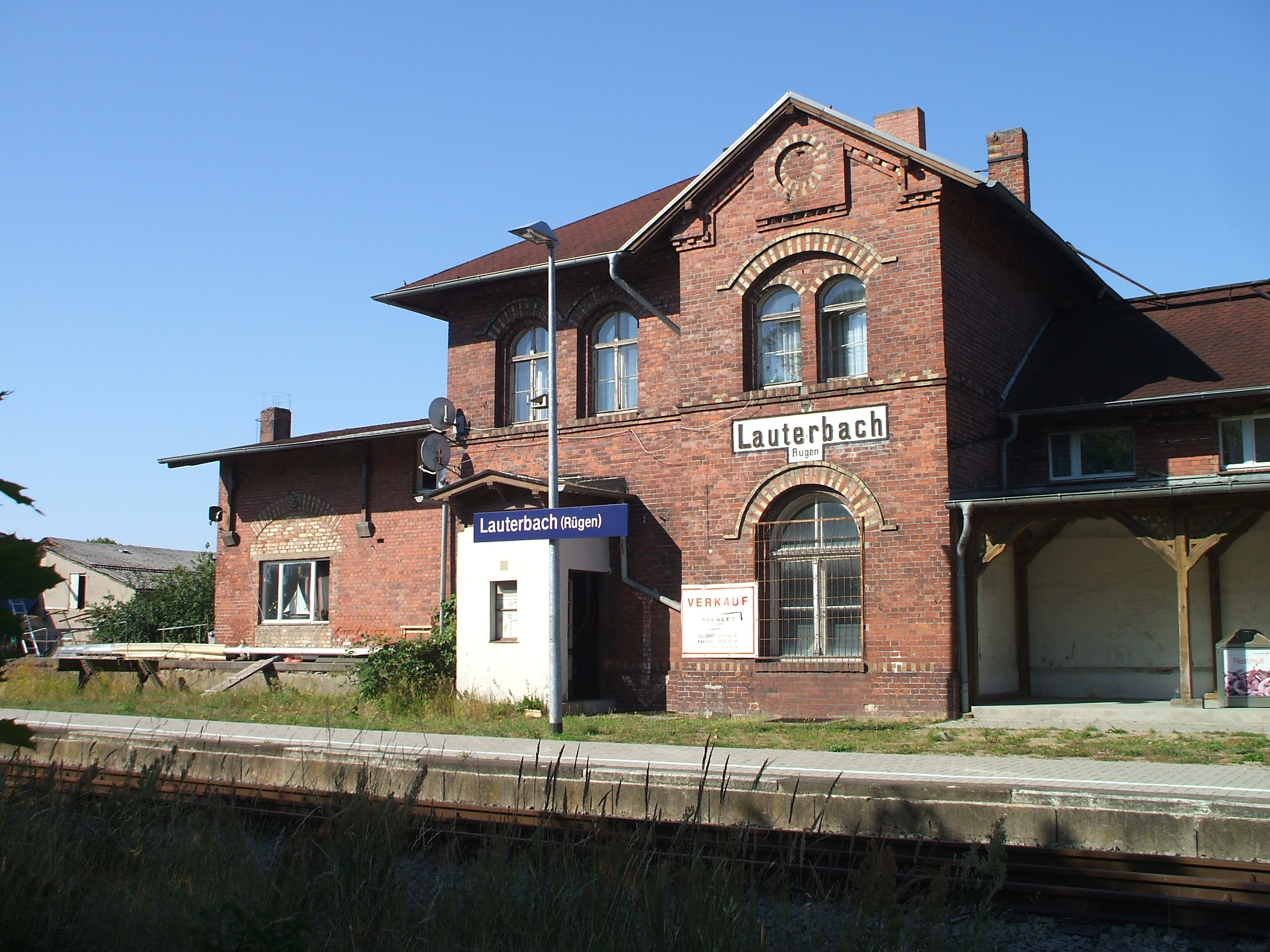
Der alte Bahnhof Lauterbach

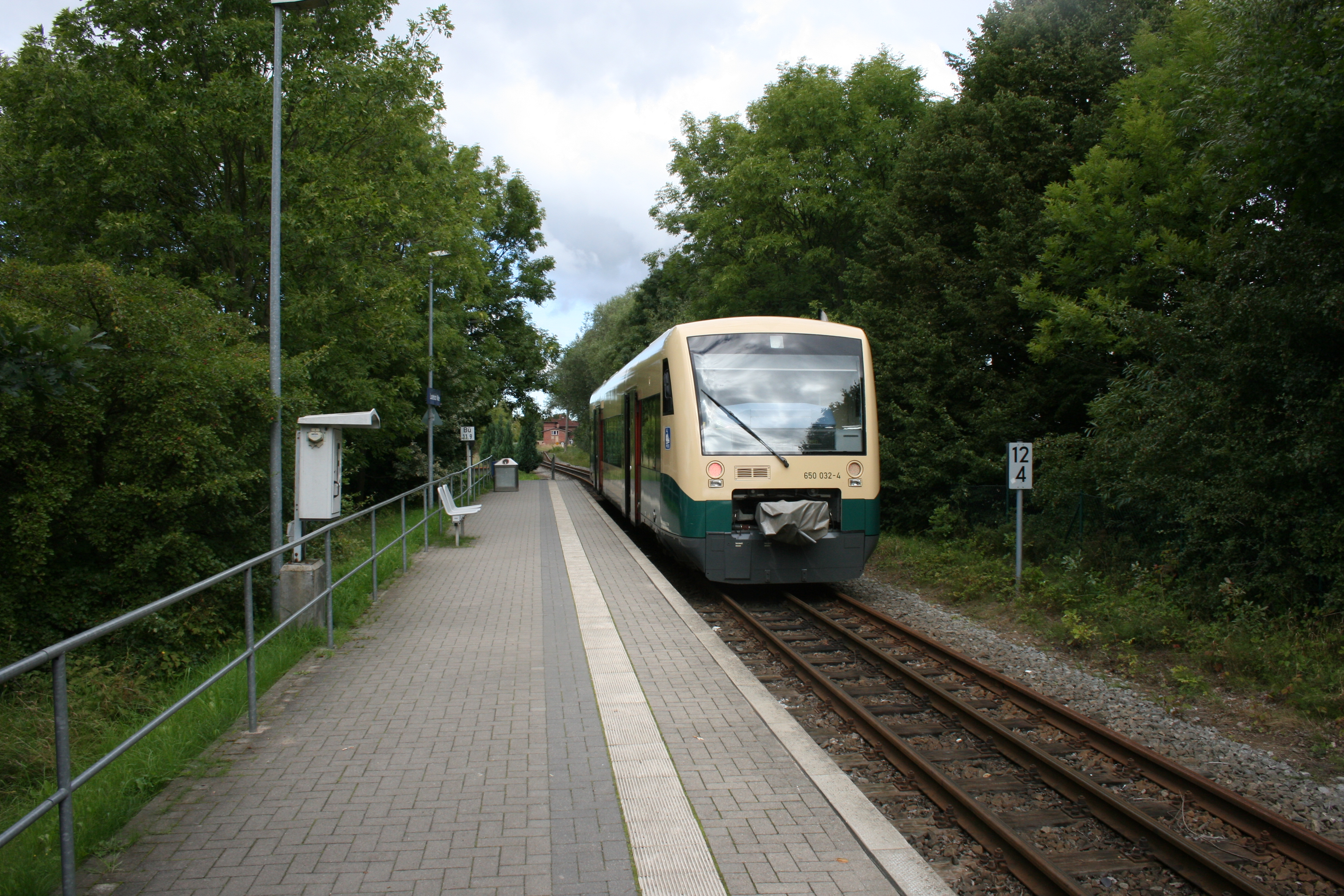
Haltepunkt Lauterbach Mole mit dem Dreischienengleis

Lauterbach ist ein Ortsteil der Stadt Putbus auf der deutschen Ostseeinsel Rügen.
Der Ort hat etwa 500 Einwohner und liegt südöstlich von Putbus am Greifswalder Bodden. Lauterbach verfügt über einen Hafen sowie über einen Anschluss an das Eisenbahnnetz sowohl der Normalspur als auch der Rügenschen Bäderbahn „Rasender Roland“.

## Geschichte
Eine erste bekannte Bebauung in der Neuzeit im Ortsgebiet erfolgte 1819, als zwischen dem Waldgebiet Goor und Neuendorf eine Papiermühle gebaut wurde. Zuvor hatte Fürst Wilhelm Malte zu Putbus 1816 am Strand des weiter südlich gelegenen Neuendorfs das erste Seebad Rügens eingerichtet. Der Name des Orts geht auf die Frau des Fürsten zurück, eine geborene von Lauterbach. Zunächst bestand das Seebad nur aus Zelten und Badekarren. 1817/1818 entstand in der Goor östlich des Ortes ein mondänes Badehaus im klassizistischen Stil, das in den Jahren von 1958 bis 1990 als Betriebsferienheim für die Beschäftigten des Eisenhüttenkombinates Ost (EKO) genutzt wurde und seit 2007 Bestandteil einer Hotelanlage ist.
Damit Schiffe anlegen konnten, entschloss man sich 1834, einen Landungssteg zu bauen. Hierfür wählte man jedoch die ruhigere Bucht im Gebiet des heutigen Lauterbachs und nicht Neuendorf. Zwischen 1833 und 1836 entstand daher eine erste Ansiedlung. Eine erste urkundliche Erwähnung datiert aus dem Jahr 1840. Zu diesem Zeitpunkt hatte die Siedlung sieben Häuser. Durch den Bau der Landungsbrücke konnten Schiffe aus Schweden sowie Oderkähne und Dampfschiffe aus Stettin und Stralsund anlegen. Der Badebetrieb ging bald zurück, blieb jedoch noch lange neben Bootsbau, Fischerei und Handel bestimmend.
1890 wurde die Eisenbahnstrecke von Bergen über Putbus bis nach Lauterbach fertiggestellt. Bis 1945 gab es einen Anschluss nach Lauterbach Landungsstelle.
Im Jahr 1998 wurde der Endhaltepunkt Lauterbach Mole am Hafen in Betrieb genommen und der alte Bahnhof in Lauterbach für einige Jahre geschlossen. Die Normalspur-Züge werden seit Sommer 1999 auf der Strecke von Putbus bis Lauterbach Mole durch die Schmalspur-Züge des „Rasenden Rolands“ der Rügenschen Kleinbahn von Göhren ergänzt, da dieses Streckenstück mit einem Dreischienengleis versehen wurde. Am unter Denkmalschutz stehenden alten Bahnhofsgebäude von Lauterbach wird seit dem 9. Dezember 2006 auch wieder gehalten.
1901/1902 wurde der Hafen angelegt. Inzwischen gibt es hier neben Fischerei- und Bootsbauunternehmen auch einen Sportboothafen mit mehreren Steganlagen auf der Ostseite des Hafens, der in den letzten Jahren weiter ausgebaut und modernisiert wurde. Seit der Wiedereröffnung im Juni 2021 können an den sanierten und verlängerten Kaianlagen Fahrgastschiffe mit einer Länge von bis zu 120 m festmachen.

## Wirtschaft
In Lauterbach bestehen diverse kleinere Betriebe der Gastronomie- und Beherbergungsbranche. Bedeutend für die lokale Wirtschaft ist der Hafen, von dem Fahrgastschiffe ablegen und der auch als Yachthafen genutzt wird. Wichtiges touristisches Ziel ist die unweit von Lauterbach gelegene Insel Vilm. Es wird Bootsbau und Fischfang betrieben.

## Rettungsstation der DGzRS
Seit 1991 besteht eine Station der Deutschen Gesellschaft zur Rettung Schiffbrüchiger (DGzRS)
in Lauterbach zur rettungstechnischen Abdeckung des Rügenschen Boddens zwischen Strelasund und dem Südperd. 1995 baute die Gesellschaft einen Rettungsschuppen an der Südseite des Hafens. Für die Seenotrettung liegt an der Fischerbrücke ein Seenotrettungsboot.

## Persönlichkeiten
Der Japanologe Jürgen Berndt (1933–1993) sowie sein älterer Bruder, der Anglist Rolf Berndt (1927–1996) und der Fotograf Botho Walldorf (* 1945) wurden in Lauterbach geboren. Der Maler Karl Bock (1873–1940) wirkte ab 1918/19 einige Zeit in Lauterbach, die Physikerin Marion Asche (1935–2013) verbrachte Teile ihrer Kindheit im Ort.